# Leptotyphlops rubrolineatus
Leptotyphlops rubrolineatus este o specie de șerpi din genul Leptotyphlops, familia Leptotyphlopidae, descrisă de Werner 1901. Conform Catalogue of Life specia Leptotyphlops rubrolineatus nu are subspecii cunoscute.